# Saussurea salsa
Espèce
Saussurea salsa est une espèce de plantes à fleurs de la famille des Asteraceae.
Synonyme : Saussurea crassifolia